# Velgochti
Velgochti (en macédonien Велгошти) est un village du sud-ouest de la Macédoine du Nord, situé dans la municipalité d'Ohrid. Le village comptait 3060 habitants en 2002.

## Démographie
Lors du recensement de 2002, le village comptait :
- Macédoniens : 3035
- Albanais : 12
- Serbes : 9
- Autres : 4